# Drakkar Noir
Drakkar Noir è un profumo maschile di Guy Laroche creato dal profumiere Pierre Wargnye. La fragranza è stata introdotta nel 1982 ed è prodotta su licenza del Gruppo L'Oréal.

## Storia
(Pierre Wargnye, creatore del Drakkar Noir)
Il nome "Drakkar" deriva dalla celebre nave vichinga a fondo piatto e con la testa di drago.
Nel 1991, è stato il profumo maschile più venduto del mondo.

## Riconoscimenti
- Canadian Fragrance Awards
  - 2010 - Hall of Fame Award - Canadian
- Premio FiFi
  - 1985 - Most Successful Men's Fragrance